# Parc d'État de Pinnacle Mountain
Le Parc d'État de Pinnacle Mountain (en français : Parc d'État du mont Pinnacle) est un parc d'État des États-Unis de 9,534 km2. Il fait partie des parcs d'État de l'Arkansas et est situé dans le Comté de Pulaski. Le mont Pinnacle est dénommé ainsi en raison de la forme particulière de son pinacle.

## Géographie
Le parc d'État de Pinnacle Mountain est situé au nord-ouest de la ville de Little Rock dans le comté de Pulaski. Il est traversé par la rivière Little Maumelle et s'étend le long de la rivière Maumelle et du lac Maumelle.

## Histoire
À l'époque de la colonisation française de l'Amérique, les explorateurs, trappeurs et coureurs des bois français et canadiens-français ont arpenté cette région occidentale de la Louisiane française et remarqué les deux pitons arrondis qui dominent le sommet ou pinacle du mont Pinnacle rappelant la poitrine des femmes d'où sa dénomination française du XVIIIe siècle montagne Mamelle devenue par déformation linguistique montagne Maumelle. La rivière qui coule en contrebas de la montagne porte le nom de Maumelle, tout comme le lac de barrage édifié en 1958 et portant le nom de lac Maumelle ainsi que la ville de Maumelle située sur l'autre rive de la rivière Arkansas. Par la suite, la montagne prit le nom de Pinnacle en raison de la forme caractéristique de son pinacle particulier.